# Ciupa-Mănciulescu, Argeș
Ciupa-Mănciulescu este un sat în comuna Rătești din județul Argeș, Muntenia, România. În sat se află casa omului politic, Armand Călinescu, ce datează din 1925.
In sat se afla Monumentul eroilor căzuți în primul război mondial  De asemenea se afla Biserica Parohiala Ciupa – Manciulescu